# Kōta Ueda
Kōta Ueda (上田 康太 Ueda Kōta?, Ōme, Tokio, 9 de mayo de 1986) es un exfutbolista japonés que jugaba como centrocampista.

## Trayectoria

### Clubes
| Club             | País  | Año       |
| ---------------- | ----- | --------- |
| Júbilo Iwata     | Japón | 2005-2010 |
| Omiya Ardija     | Japón | 2011-2014 |
| Fagiano Okayama  | Japón | 2014      |
| Júbilo Iwata     | Japón | 2015-2017 |
| Fagiano Okayama  | Japón | 2018-2020 |
| Tochigi S. C.    | Japón | 2021      |
| Criacao Shinjuku | Japón | 2022-2023 |

## Palmarés

### Títulos nacionales
| Título         | Club         | País  | Año  |
| -------------- | ------------ | ----- | ---- |
| Copa J. League | Júbilo Iwata | Japón | 2010 |